# Nowa Wioska (województwo kujawsko-pomorskie)

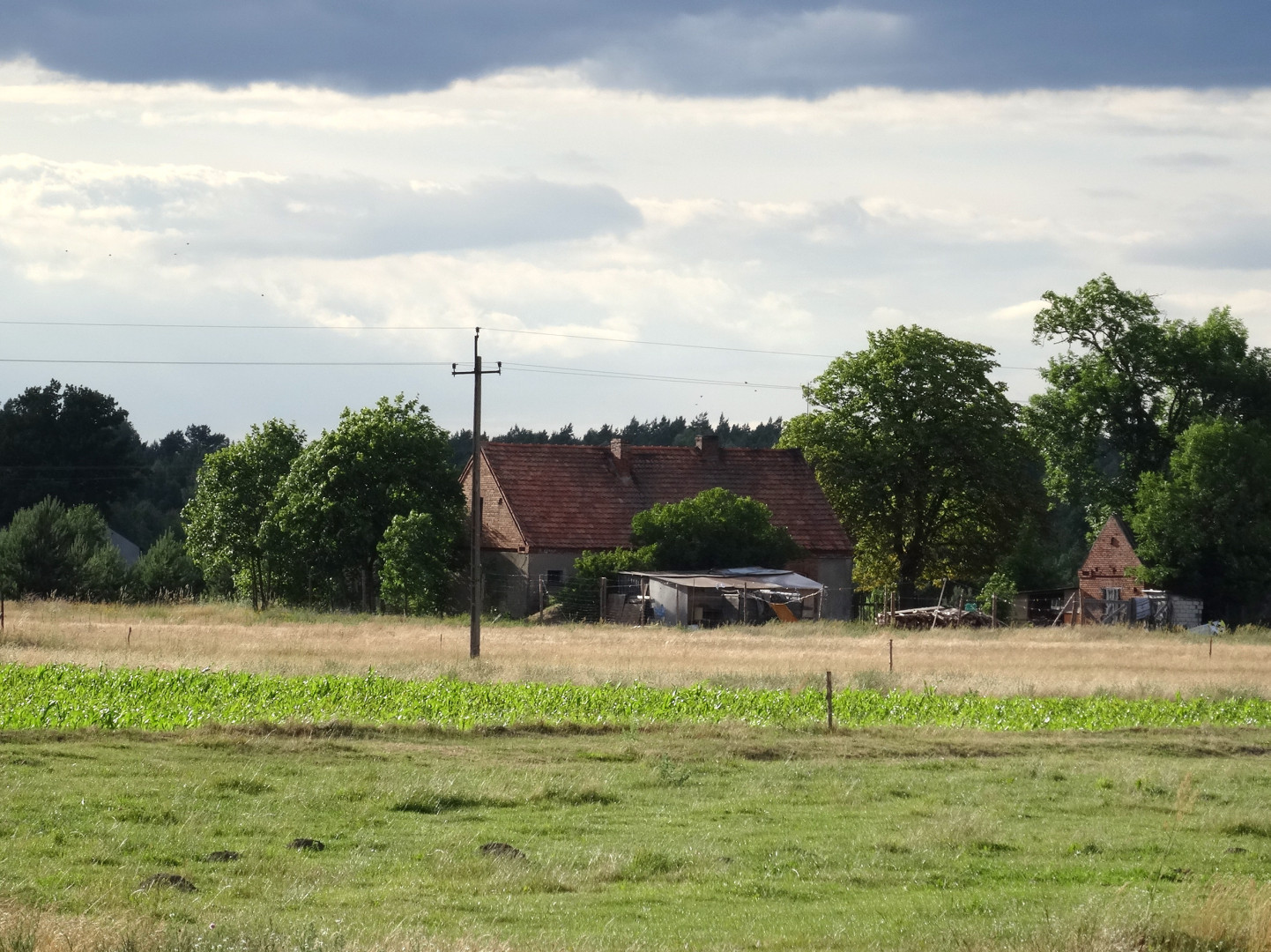
Starsza zabudowa

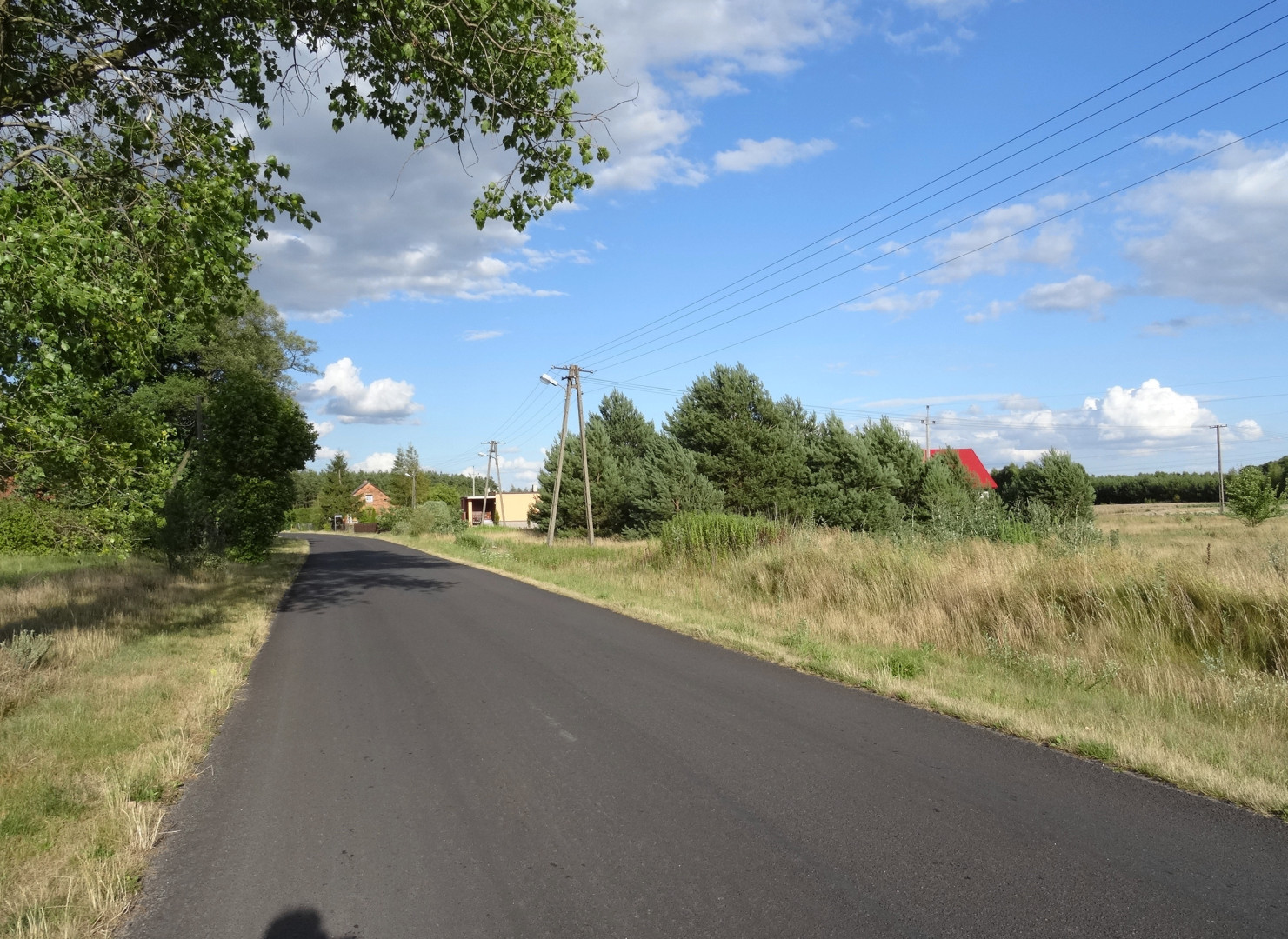
Droga do Tarkowa Dolnego

Nowa Wioska – wieś w Polsce położona w województwie kujawsko-pomorskim, w powiecie bydgoskim, w gminie Nowa Wieś Wielka.
W latach 1950–1998 miejscowość położona była w województwie bydgoskim.

## Położenie
Nowa Wioska to wieś sołecka usytuowana na południowym skraju Puszczy Bydgoskiej, gminy Nowa Wieś Wielka oraz powiatu bydgoskiego. Od zachodu graniczy z Nową Wsią Wielką i Tarkowem Dolnym, od wschodu z Dąbrową Wielką, od północy poprzez pas lasu z Leszycami i Dębinką, a od południa poprzez szeroki pas łąk z Dobrogościcami (gmina Złotniki Kujawskie).
Pod względem fizyczno-geograficznym leży w obrębie Pradoliny Toruńsko-Eberswaldzkiej w mezoregionie Kotlina Toruńska.

## Charakterystyka
Nowa Wioska to wieś położona wzdłuż drogi powiatowej 1552C Tarkowo Dolne-Dąbrowa Wielka, połączonej z drogą krajową nr 25. Od północy przylega do Puszczy Bydgoskiej, a od południa otwarta jest na pas łąk o szerokości 2 km, które porastają zatorfiony południowy szlak odpływu wód w Kotlinie Toruńskiej. Wśród łąk znajduje się sieć kanałów melioracyjnych. Miejscowość znajduje się na dziale wodnym Odry i Wisły. Bór sosnowy na północ od wsi porasta pas wydm śródlądowych o wysokości względnej dochodzącej do 15 m. W lesie na północny zachód od wsi znajduje się rezerwat przyrody Tarkowo, w którym chroniony jest bór świeży ze stanowiskiem kserotermicznej wiśni karłowatej. Łącznie w sołectwie Nowa Wioska jest 89 ha gruntów ornych (wyłącznie V i VI klasy bonitacyjnej), 5 ha łąk, 29 ha pastwisk oraz 12 ha lasów.
W miejscowości znajduje się jeden zabytek nieruchomy ujęty w ewidencji zabytków, tj. dom mieszkalny nr 8.

## Historia
W 1748 roku wójt bydgoski nadał osadnikom olęderskim Jerzemu i Matysowi Penknerom kontrakt na założenie wsi Nowawieś Mała, położonej na południe od Nowej Wsi, „przy granicy tarkowskiej”. W inwentarzu wójtostwa bydgoskiego z 1766 roku podano, że wieś zamieszkiwało 4 gospodarzy o holenderskich nazwiskach, który uprawiali 71 morgów ziemi uprawnej. Osadnicy opłacali podatki (czynsz, pogłówne, hiberna, gajowe, młynowe) w wysokości 127 złotych polskich. Wieś wzięła nazwę od pobliskiej, starszej wsi olęderskiej Nowawieś (założonej w XVI wieku), którą odtąd nazywano Nowąwsią Wielką. Z mapy topograficznej Friedricha von Schröttera (1798-1802) wynika, że wieś znajdowała się na skraju Puszczy Bydgoskiej na wschód od gościńca wiodącego z Bydgoszczy do Inowrocławia. Na skraju lasu zlokalizowane były pola uprawne, a na południe od nich rozległe łąki służące wypasowi zwierząt.
Wieś rozrosła się wskutek napływu kolonistów niemieckich. Spis miejscowości rejencji bydgoskiej z 1833 r. podaje, że we wsi Nowawieś Mała (niem. Klein Neudorf) mieszkało 71 osób (wszyscy ewangelicy) w 8 domach. Według opisu Jana Nepomucena Bobrowicza z 1846 r. Nowa Wieś Mała należała do rządowej domeny bydgoskiej. Kolejny spis z 1860 r. podaje, że w miejscowości mieszkało 158 osób (148 ewangelików, 1 katolik, 9 Żydów) w 16 domach. We wsi znajdowała się szkoła elementarna. Miejscowość należała do parafii katolickiej w Pęchowie i ewangelickiej w Bydgoszczy.
Pod koniec XIX wieku nazwę miejscowości zniemczono na Klein Neudorf. Słownik geograficzny Królestwa Polskiego dla roku 1884 podaje, że Nowawieś Mała była wsią położoną w powiecie bydgoskim. Mieszkało tu 209 osób (205 ewangelików, 1 katolik, 3 Żydów) w 27 domach. Nieopodal znajdowała się także Nowawieś Wielka (niem. Gross Neudorf), w której mieszkało 291 mieszkańców (228 ewangelików, 55 katolików, 8 Żydów) w 24 domach. Najbliższa poczta znajdowała się w Nowejwsi Wielkiej, a stacja kolejowa i telegraf w Chmielnikach. Jak wynika z podziału wyznaniowego, przytłaczającą większość mieszkańców stanowili Niemcy.
Podczas powstania wielkopolskiego miejscowość znalazła się czasowo pod kontrolą oddziałów polskich usiłujących zbliżyć się do Bydgoszczy. W styczniu 1920 roku na mocy traktatu wersalskiego miejscowość znalazła się w granicach odrodzonej Polski. Zmieniono wówczas nazwę miejscowości na Nowawioska. Spis ludności z dnia 30 września 1921 r. wykazał, że miejscowość wchodząca w skład powiatu bydgoskiego liczyła 163 mieszkańców (4 Polaków, 159 Niemców), którzy zamieszkiwali 31 domów. Była to obok Chrośny, Dąbrowy Wielkiej i Dąbrowy Małej wieś o największym udziale Niemców w populacji.
Do 1934 r. Nowawioska była gminą wiejską o powierzchni 165 ha. Istniało tu 27 gospodarstw należących do mniejszości niemieckiej, które obejmowały łącznie 95% powierzchni wsi. Od 1934 r. wchodziła w skład gromady Dąbrowa Wielka, w gminie Solec Kujawski. We wsi istniała szkoła elementarna z polskim językiem nauczania.
Podczas okupacji niemieckiej wieś wchodziła w skład nowo utworzonej gminy Nowa Wieś Wielka, do czasu gdy gminę tę rozwiązano i wcielono do gminy Solec Kujawski. W 1941 r. miejscowość liczyła 157 mieszkańców. Pod koniec wojny Niemcy zbudowali w pobliżu wsi system umocnień (okopy i bunkry), które ciągnęły się od Dąbrówki Kujawskiej przez łąki i lasy aż do Leszyc. Zakwaterowano do nich ok. 2000 młodych żołnierzy z Hitlerjugend.
W latach 1945–1954 Nowa Wioska wchodziła w skład gromady wiejskiej Dąbrowy Wielkie w gminie Solec Kujawski. W 1948 roku gromada ta posiadała powierzchnię 934 ha i zaludnienie 630 osób. 3 października 1952 r. Zarządzeniem Wojewódzkiej Rady Narodowej w Bydgoszczy osadę Nowa Wioska wyłączono z gromady Dąbrowy Wielkie i utworzono oddzielną gromadę pod taką samą nazwą. Wybory sołtysa w gromadzie odbyły się 20 listopada 1952 r.
W 1948 r. w miejscowości istniała jednoklasowa szkoła powszechna w budynku gminnym. W latach 60. szkoła realizowała program 4-klasowy. W 1974 r. przekształcono ją w punkt filialny szkoły w Nowej Wsi Wielkiej. W 1979 r. szkoła uległa likwidacji, a dzieci przekazano do zbiorczej szkoły gminnej w Nowej Wsi Wielkiej. W końcu lat 40. XX w. w miejscowości założono również punkt biblioteczny.
W latach 1947–1953 w dyskusjach na temat nowego podziału administracyjnego prowadzonych między starostwem bydgoskim a samorządami, przedstawiciele wsi opowiadali się za przywróceniem gminy Nowa Wieś Wielka. Po reformie administracyjnej z 25 września 1954 r. miejscowość znalazła się jako jedno z 16 sołectw w gromadzie Nowawieś Wielka. W latach 1961–1964 wieś zelektryfikowano, a w 1966 r. utwardzono drogę Tarkowo Dolne – Dąbrowy Wielkie. Od 1 stycznia 1973 r. nazwę wsi zmieniono z „Nowawioska” na Nowa Wioska.

## Statystyka
Poniżej podano wybrane informacje statystyczne dotyczące wsi Nowa Wioska na podstawie Banku Danych Lokalnych GUS.
Narodowy Spis Powszechny 2002 wykazał, że we wsi Nowa Wioska mieszkało 106 osób w 32 gospodarstwach domowych. Wykształcenie wyższe lub średnie posiadało 11% populacji. We wsi znajdowało się 24 budynków z 28 mieszkaniami. Połowa mieszkań została wzniesiona przed 1945 rokiem, a 4 w latach 1989–2002.
Narodowy Spis Powszechny 2011 odnotował 112 mieszkańców wsi. Było to znacznie mniej niż w II połowie XIX wieku. W 2013 r. działalność gospodarczą prowadziło 11 podmiotów – wszystkie to osoby fizyczne. W latach 2008–2013 oddano do użytku 5 mieszkań, co stanowiło zaledwie 1,3% nowych mieszkań wzniesionych w tym czasie w całej gminie.